# Palazzo Sant'Antonio (Attard)
Palazzo Sant'Antonio (in maltese Il-Palazz ta' Sant'Anton; in inglese San Anton Palace) è un palazzo di Attard che funge da residenza ufficiale del Presidente di Malta.
Il palazzo fu realizzato nella prima metà del XVII secolo come villa di campagna dal cavaliere Antoine de Paule, divenuto poi Gran maestro dell'Ordine di Malta; il palazzo è dedicato al santo patrono di de Paule, ovvero sant'Antonio di Padova.